# Satellogic
Satellogic es una empresa argentina fundada en 2010 por Emiliano Kargieman especializada en satélites, construyeron los dos primeros CubeSat de Argentina, CubeBug-1 y CubeBug-2 Manolito, además de su constelación comercial Aleph-1, conformada por los satélites ÑuSat.
La empresa inició en 2010 en Bariloche dentro del programa de incubadoras de empresas del INVAP. Luego de 2 años, en 2012, la empresa se independizó. En la actualidad posee oficinas en Argentina donde desarrolla los diseños de sus productos, en Uruguay donde existe la fábrica de satélites y oficinas comerciales en Estados Unidos y Europa.

## Desarrollo del proyecto
"En el campo espacial, la tecnología está atrasada a nivel innovación. Los avances tecnológicos son lentos y se hacen de a poco. Por ello, los nano satélites podrán modificar a futuro la tecnología espacial, repensar la industria y generar beneficios a muy bajo costo"

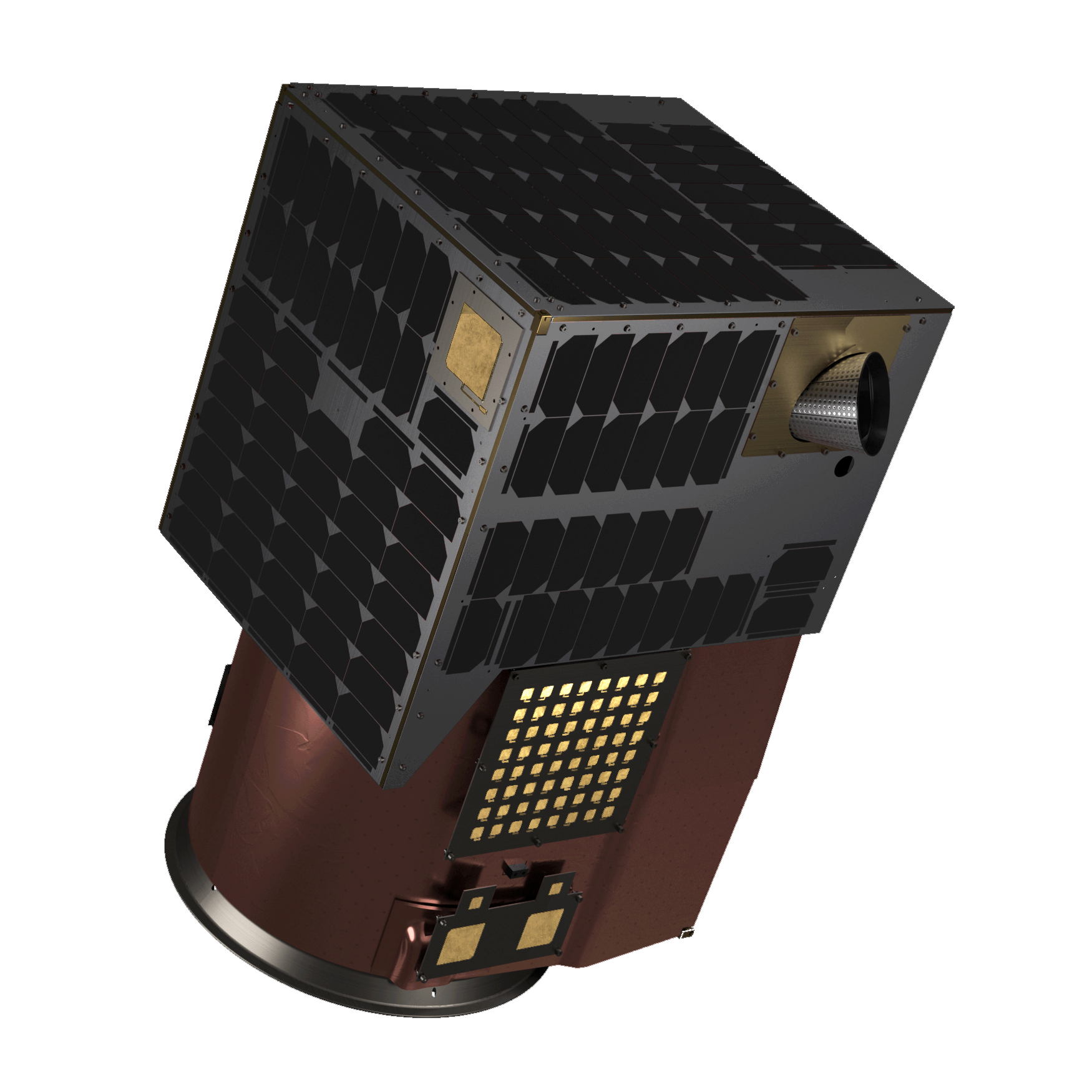
Proyecto

Satellogic fue fundada en 2010 por Emiliano Kargieman, tras terminar de estudiar en Singularity University. Kargieman quedó impresionado por la gran capacidad que tenían los CubeSat.
De acuerdo al fundador, el apoyo del sistema de ciencia y tecnología argentina a través del Ministerio de Ciencia y el INVAP fueron esenciales en proveer el know-how inicial para el desarrollo de su primer producto el CubeSat.
Los dos primeros satélites de Satellogic fueron la familia CubeBug, 1 y 2.
También construyeron los satélites Tita (BugSat 1), y la familia de microsatélites ÑuSat

## Satélites
Los CubeSats Cube-Bug fueron realizados con tecnología argentina. Es un desarrollo nacional financiado por el Ministerio de Ciencia, Tecnología e Innovación Productiva  concebido, diseñado y producido por la empresa en colaboración con INVAP.
CubeBug-1:  Fue lanzado desde el Centro Espacial de Jiuquan en China el l 26 de abril de 2013, su nombre oficial es CubeBug-1, pero fue apodado "Capitán Beto", como la canción del grupo Invisible. Solo tiene dos kilos de peso.
Implicó una inversión de 6,3 millones de pesos (1,06 millones de U$S). Tanto el software como el hardware son de plataforma abierta y está disponibles para aficionados, universidades e institutos de investigación.
El lanzamiento del CubeSat lo realizó un cohete chino tipo Larga Marcha 2 (CZ-2). El “Capitán Beto” es monitoreado desde el Radio Club Bariloche de la ciudad homónima. Orbita la Tierra cada 93 minutos a una altitud de 650 km permitiendo que radioaficcionados de todo el mundo descarguen los datos que genera y transmite. Se lo concibió con fines educativos.
El satélite posee tres equipos de estudio: una rueda de inercia (para controlar comportamiento), un startracker (obtiene fotos para determinar su posición) y una computadora para su navegación. En intervalo de 15 o 30 segundos emite un paquete de datos denominado baliza o 'beacon'.

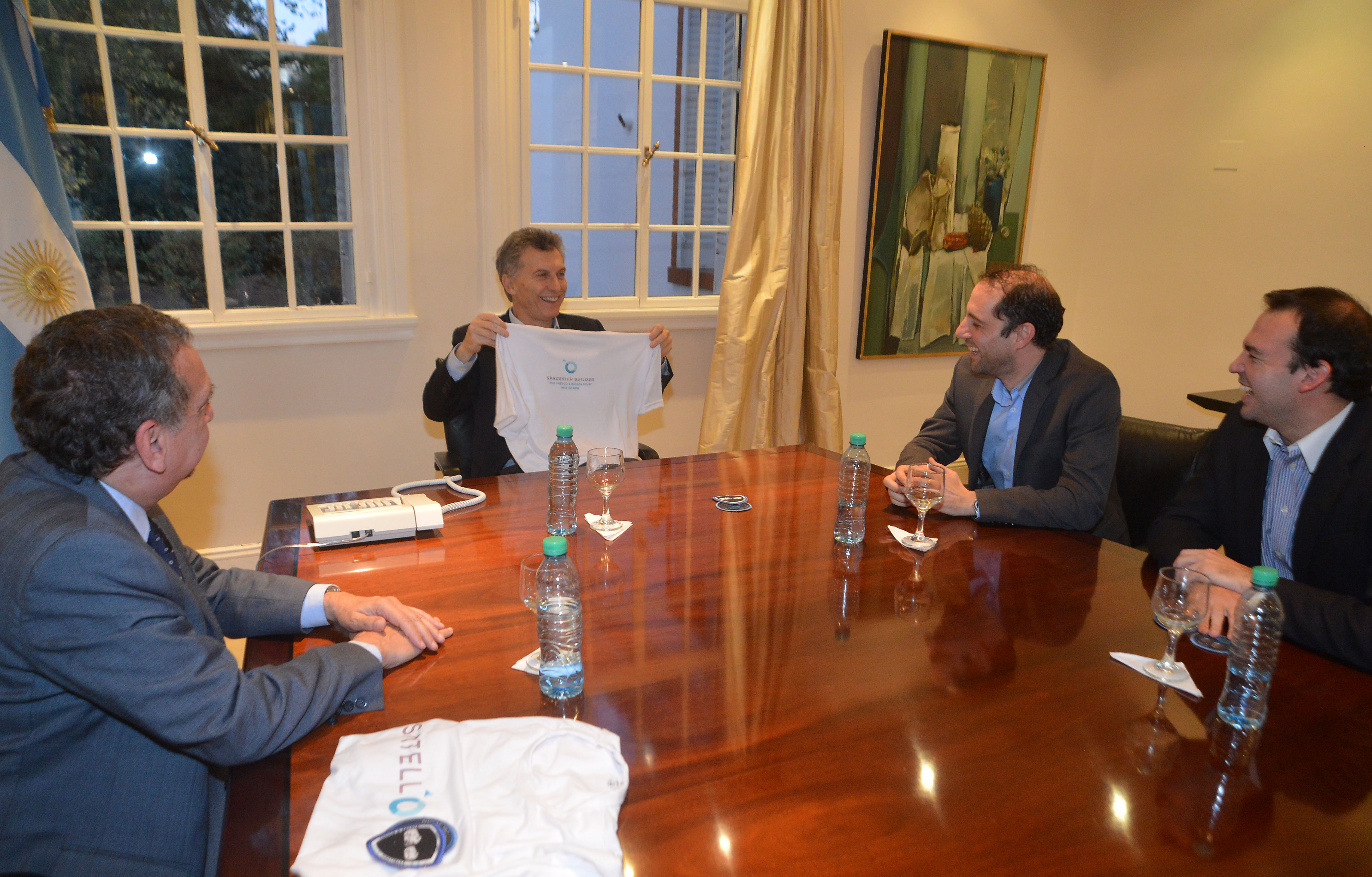
Emiliano Kargieman junto a Mauricio Macri tras el lanzamiento de los satélites ÑuSat 1 y 2.

CubeBug-2 Manolito (nanosatélite): El 21 de noviembre se puso en órbita este CubeSat también conocido como "Manolito", por el personaje de la tira cómica Mafalda. Fue lanzado a las 4:30 de Argentina desde una plataforma en Rusia desde un cohete Dnepr-1. Está fabricado con más de 80% de componentes argentinos entre los que se cuentan los paneles solares  y la computadora de a bordo. Posee una cámara fotográfica de 20 megapíxeles para obtener fotografías de la Tierra, un GPS  desarrollado por la empresa y una carga para que los radioaficionados puedan localizarlo y dejarle mensajes. Es monitoreado desde dos estaciones terrestres ubicadas en Bariloche (provincia de Río Negro) y en Tortuguitas (provincia de Buenos Aires).
BugSat 1: El 19 de junio de 2014 se lanzó con éxito el satélite BugSat 1 desde la base aérea Dombarovsky mediante la lanzadera Dnepr
El Instituto Tecnológico de Buenos Aires (ITBA), estuvo a cargo de la asistencia técnica del satélite que fue desarrollado y financiado por la empresa argentina Satellogic SA, con el apoyo de otros proveedores externos nacionales e internacionales.
Satélites ÑuSat: Forman parte de la constelación comercial Aleph-1, los dos primeros satélites de la constelación fueron apodados "Fresco" y "Batata", se lanzaron el 30 de mayo de 2016 desde China a bordo de un Long March 4B. Están diseñados para la observación terrestre y su uso será comercial, son los primeros de este tipo en Argentina. A bordo de éstos satélites se instalaron, además las cargas útiles comerciales de Satellogic, las placas LabOSat, plataformas utilizadas para ensayar dispositivos electrónicos en ambientes hostiles. El 15 de junio de 2017, se lanzó el tercer satélite de la constelación, apodado "Milanesat" tras una votación pública.
| Satélite  | Nombre    | Lanzami    | Cohete  | Lugar          | Misión      | Desarrollado en |
| --------- | --------- | ---------- | ------- | -------------- | ----------- | --------------- |
| CubeBug-1 | Beto      | 26/04/2013 | CZ-2    | Centro Jiuquan | Observación | Argentina       |
| CubeBug-2 | Manolito  | 21/11/2013 | Dnepr-1 | Dombarovsky    | Educativo   | Argentina       |
| BugSat 1  | Tita      | 19/06/2014 | Dnepr-1 | Dombarovsky    | Observación | Argentina       |
| ÑuSat 1   | Fresco    | 30/05/2016 | CZ-4B   | Centro Taiyuan | Observación | Uruguay         |
| ÑuSat 2   | Batata    | 30/05/2016 | CZ-4B   | Centro Taiyuan | Observación | Uruguay         |
| ÑuSat 3   | Milanesat | 15/06/2017 | CZ-4B   | Centro Jiuquan | Observación | Uruguay         |
| ÑuSat 4   | Ada       | 02/02/2018 | CZ-2D   | Centro Jiuquan | Observación | Uruguay         |
| ÑuSat 5   | Maryam    | 02/02/2018 | CZ-2D   | Centro Jiuquan | Observación | Uruguay         |

Algunas fotografías tomadas por satélites de Satellogic.
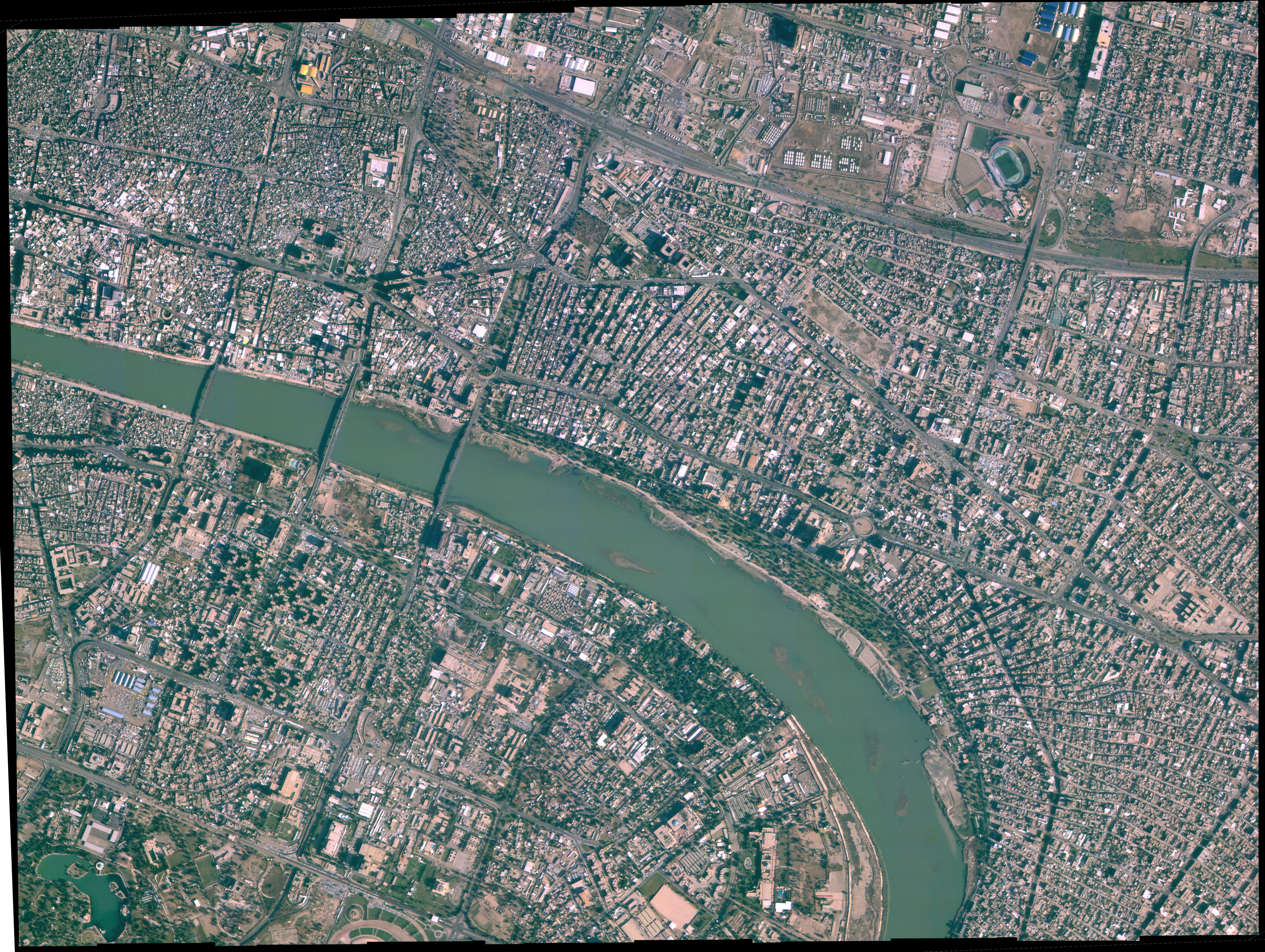
Bagdad.
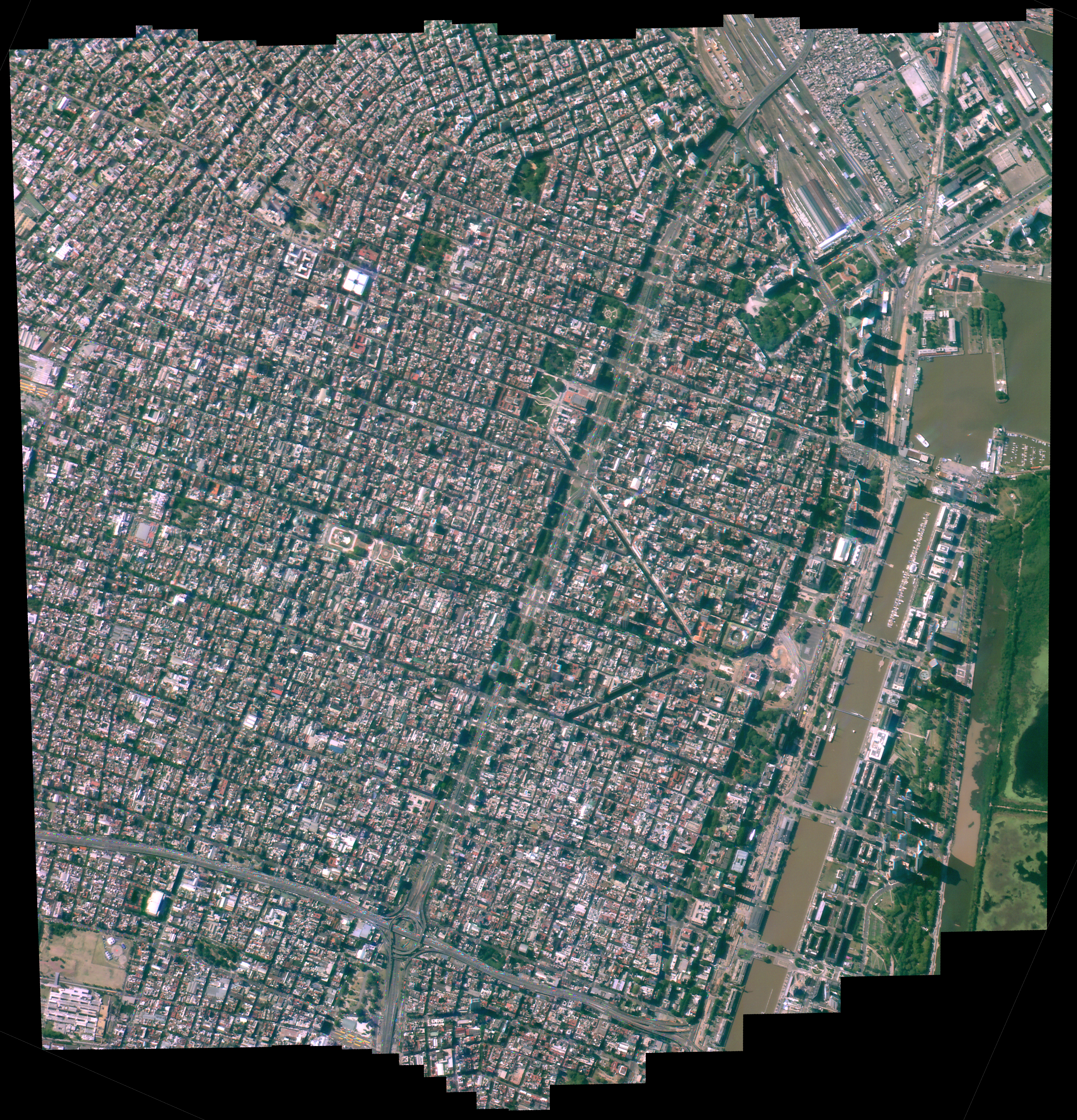
Buenos Aires.
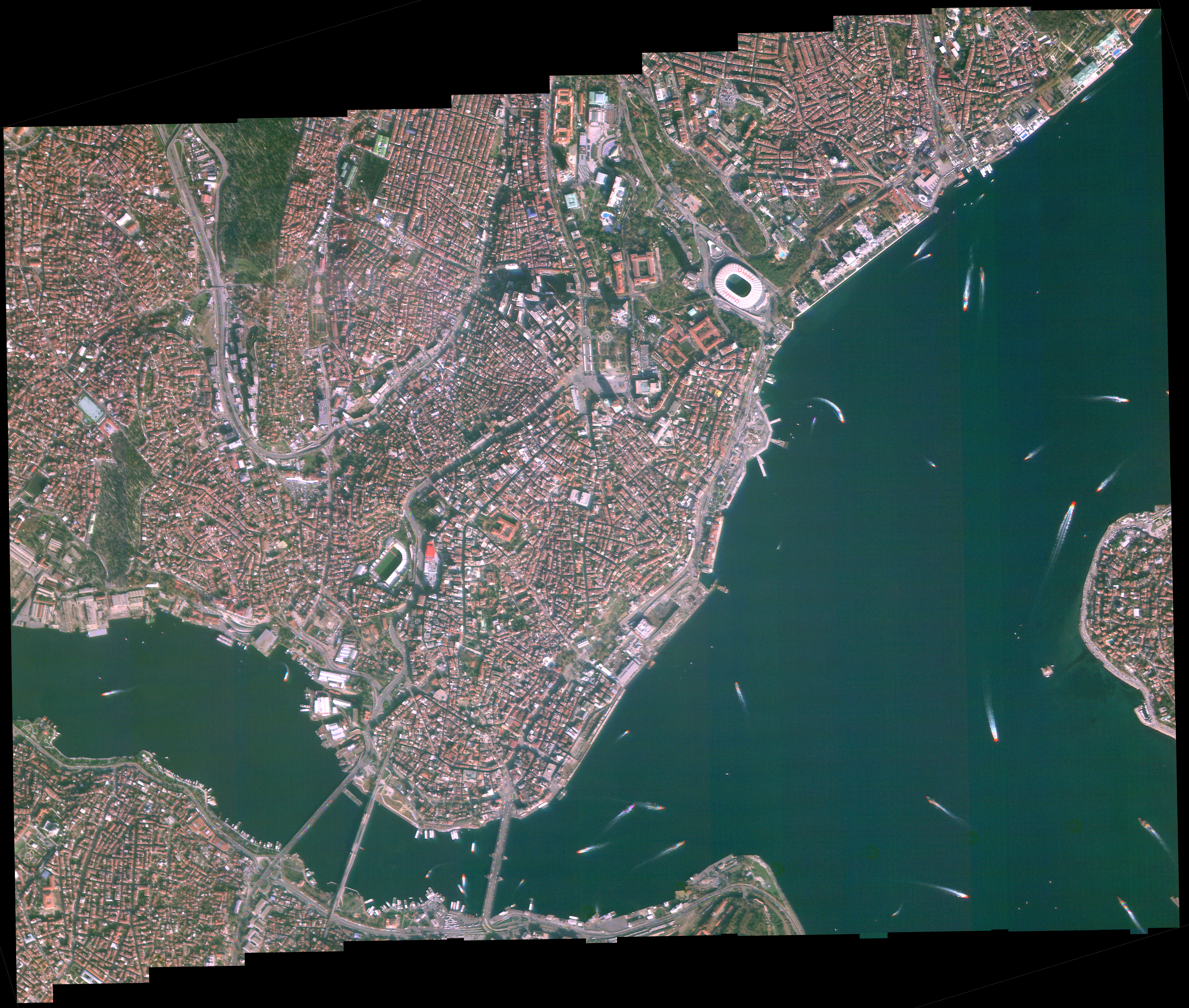
Estambul.
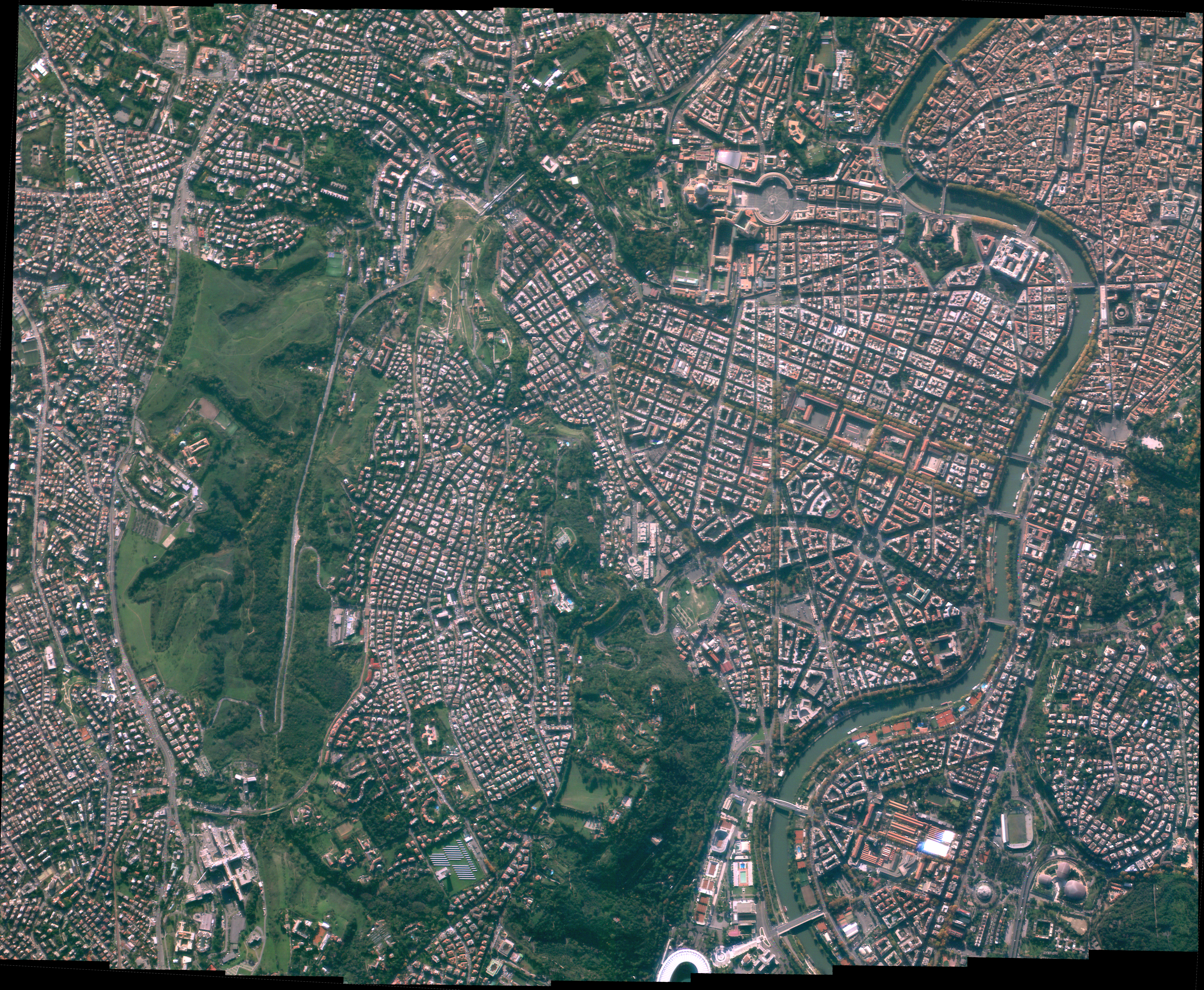
Vaticano.